# Cratere Midir
Midir  è un cratere sulla superficie di Europa.